# (34465) 2000 SD102
2000 SD102 (asteroide 34465) é um asteroide da cintura principal. Possui uma excentricidade de 0.06842800 e uma inclinação de 6.12028º.
Este asteroide foi descoberto no dia 24 de setembro de 2000 por LINEAR em Socorro.